# Banu Sarraj
La Sala dels Abenserraigs és una sala del palau de l'Alhambra, peculiar per la seva cúpula al sostre. Aquesta sala és anomenada així, perquè el darrer rei de Granada Muhàmmad XI, més conegut com a Boabdil, va ordenar l'assassinat dels seus enemics, els principals membres del clan Banu Sarraj, que eren 36 cavallers.
Segons conta la llegenda, Boabdil va ordenar l'assassinat dels principals membres del clan, trenta-sis cavallers de la tribu Banu Hud, bé fos per un incident amorós (un dels abencerraigs va ser sorprès escalant els murs cap a la finestra de la seva estimada, membre de la família reial); més prosaicament, per evitar així les intrigues polítiques i enfortir la corona. Va cridar a tots els seus rivals a un saló contigu al Pati dels Lleons de l'Alhambra i allà els va fer assassinar; des d'aquest moment aquest saló rep el nom dels Abenseraigs, i es deia que l'aigua dels sortidors va córrer tintada en sang, les taques no s'han pogut esborrar.